# Palais Sabor
Le palais du Parlement (en croate : Saborska palača) est un bâtiment historique situé dans le quartier de Gornji Grad, à Zagreb, qui abrite le Parlement croate, appelé Sabor. L'endroit a d'abord abrité le bâtiment initial du parlement de Croatie, de Dalmatie et de Slavonie en 1737, et le bâtiment actuel a fait l'objet d'un agrandissement et d'une révision définitifs en 1911.

## Histoire

### Premier bâtiment

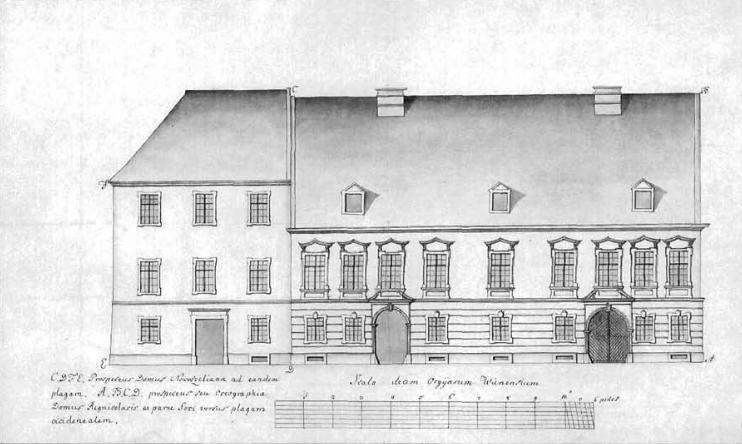
Premier palais du Sabor d'après un dessin de 1770 (à droite)

Avant 1737, il n'y avait pas de place permanente pour la congrégation commune, ou diètes, de la Dalmatie, de la Croatie et de la Slavonie au sein de la monarchie des Habsbourg. La noblesse changeait fréquemment de place et utilisait à cet effet divers bâtiments administratifs ou résidences nobles. Une maison fut finalement achetée en 1731 sur la place Saint-Marc, à côté du bâtiment à deux étages autrefois utilisé par Pavao Ritter Vitezović comme résidence officielle d'imprimerie. La maison a été gravement endommagée par un incendie au cours de la même année, de sorte qu'un nouveau plan a été élaboré par un constructeur local Matija Leonhart, qui envisageait un nouveau palais baroque avec une salle principale adaptée aux séances du régime, qui a été utilisée pour la première fois le 6 mai 1737.

### Expansion

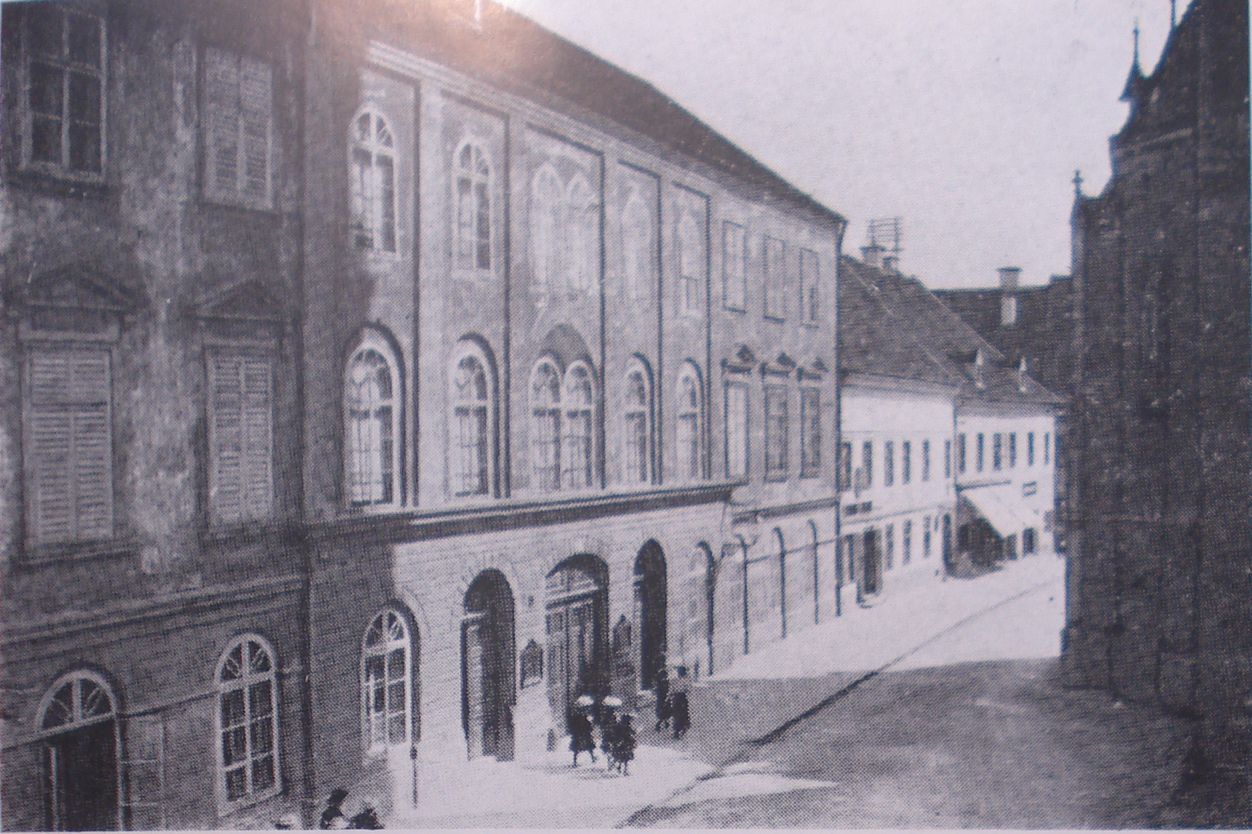
Bâtiment de 1849

À partir de 1765, le bâtiment prit également sous son toit le bureau du comté de Zagreb et les locaux devinrent plus exigus au fil du temps, ce qui augmenta progressivement la demande de plus d'espace et obligea par conséquent à des relocalisations temporaires des séances. Ainsi, en 1807, l'ancien bâtiment a été vendu par le ban croate (vice-roi) Ignác Gyulay au comté de Zagreb, et un nouveau bâtiment a été acheté de l'autre côté de la place. Le bâtiment n'a pas répondu aux exigences du Sabor, mais est devenu une résidence permanente du ban croate, appelée Banski Dvori. L'ancien palais du parlement a été démoli, de nouvelles parcelles adjacentes ont été achetées et un nouveau bâtiment plus grand et plus spacieux a été construit selon les plans d'Aleksandar Brdarić en 1849. Le bâtiment actuel conserve le plan d'étage de cette phase, y compris la salle principale, et les séances ont continué à s'y dérouler malgré le changement de propriétaire.

### Phase finale
Au début du XXe siècle, le gouvernement du Royaume de Dalmatie, de Croatie et de Slavonie a acheté tous les bâtiments environnants dans les rues Opatička, Kamenita et Županijska, qui formaient un seul bloc urbain avec le bâtiment du parlement existant. Un appel d'offres public pour intégrer tout cela dans un seul bâtiment a été accordé aux architectes Lav Kalda et Karlo Susan, et a été finalisé en 1911. Le comté de Zagreb a rendu le nouveau bâtiment au Sabor à cette occasion.
Le bâtiment a été endommagé lors du tremblement de terre de Zagreb en 2020.

## Galerie

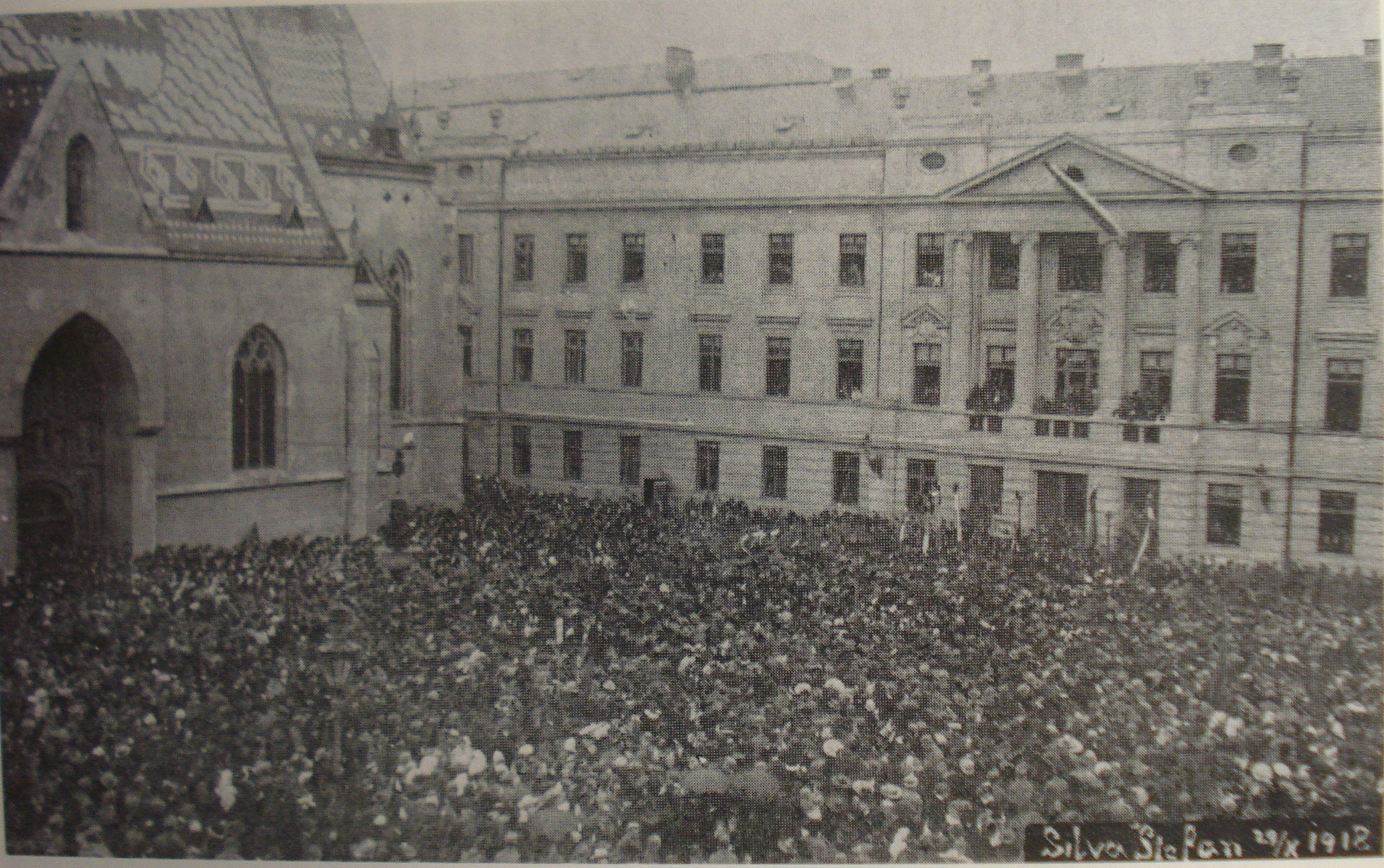
Palais en 1918, lors de la rupture des liens avec l'ancienne Autriche-Hongrie et de la création de l'Etat des Slovènes, Croates et Serbes
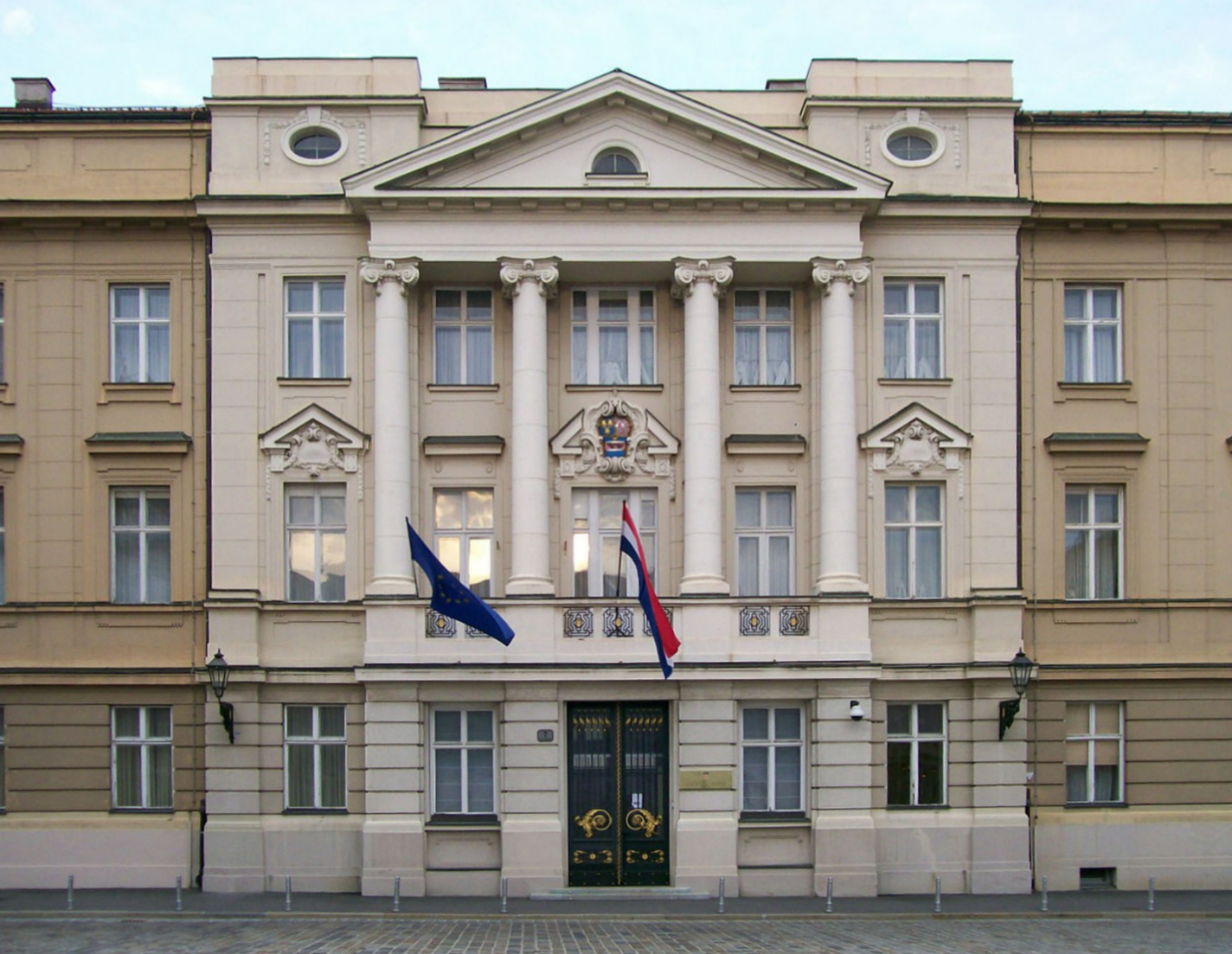
Entrée sud
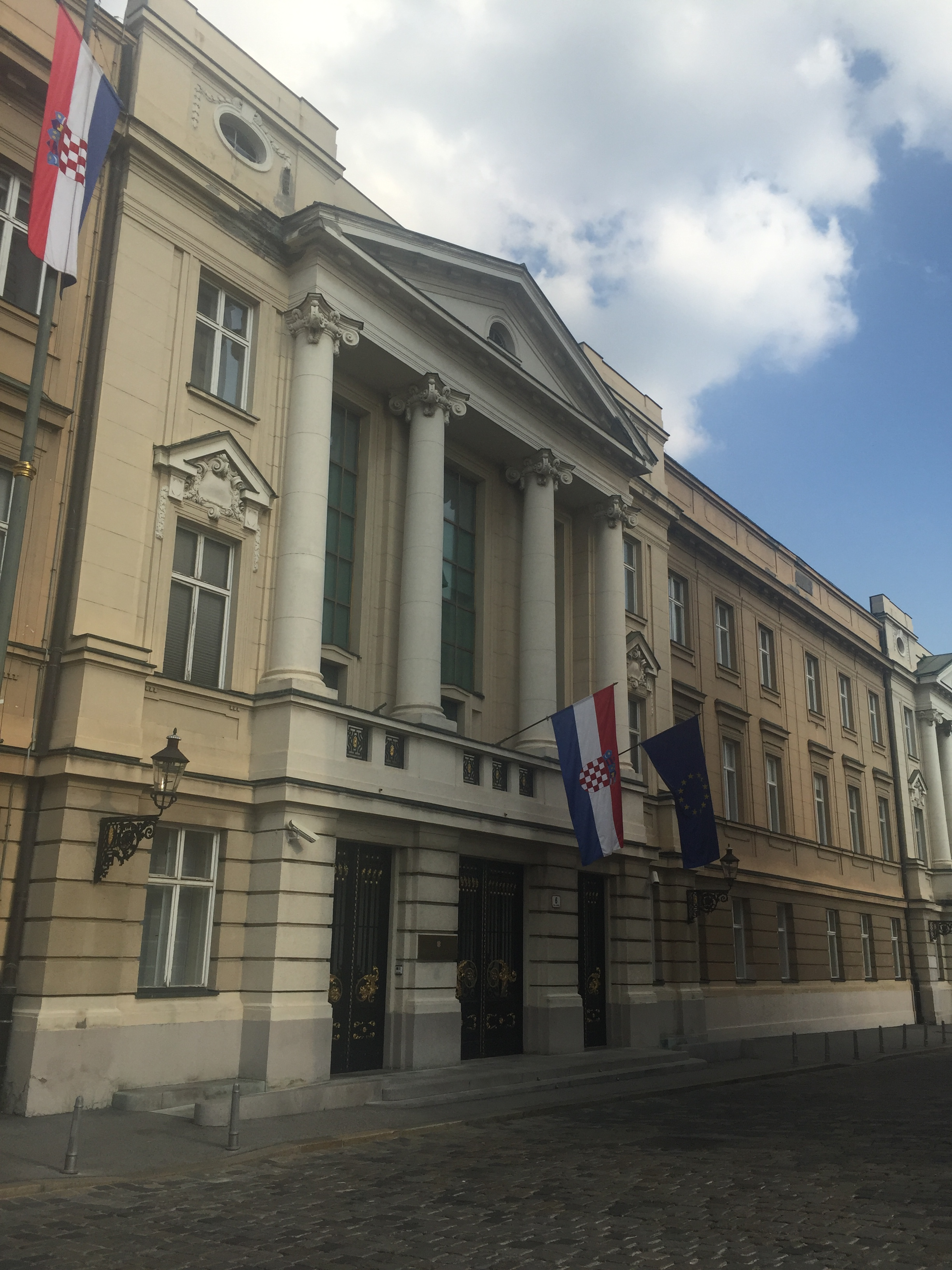
Entrée nord
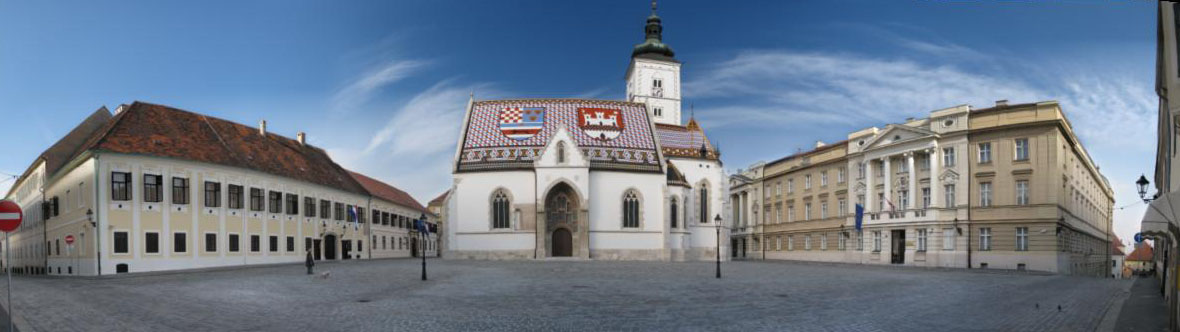
Palais Sabor sur la place Saint-Marc
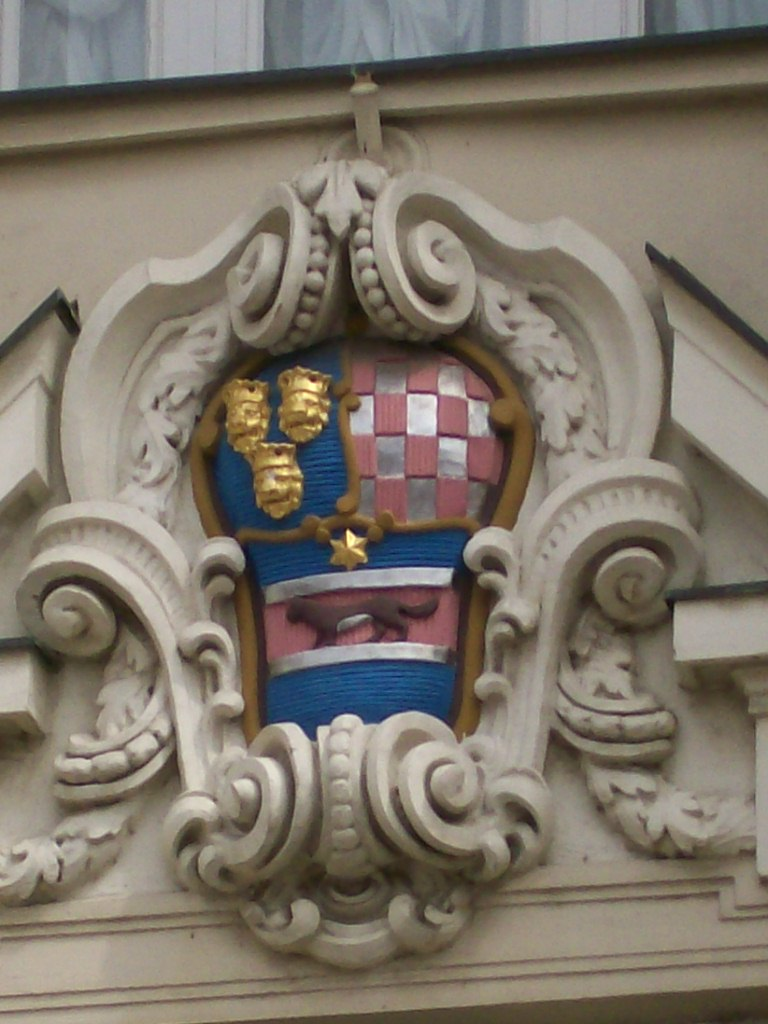
Détail des armoiries croates
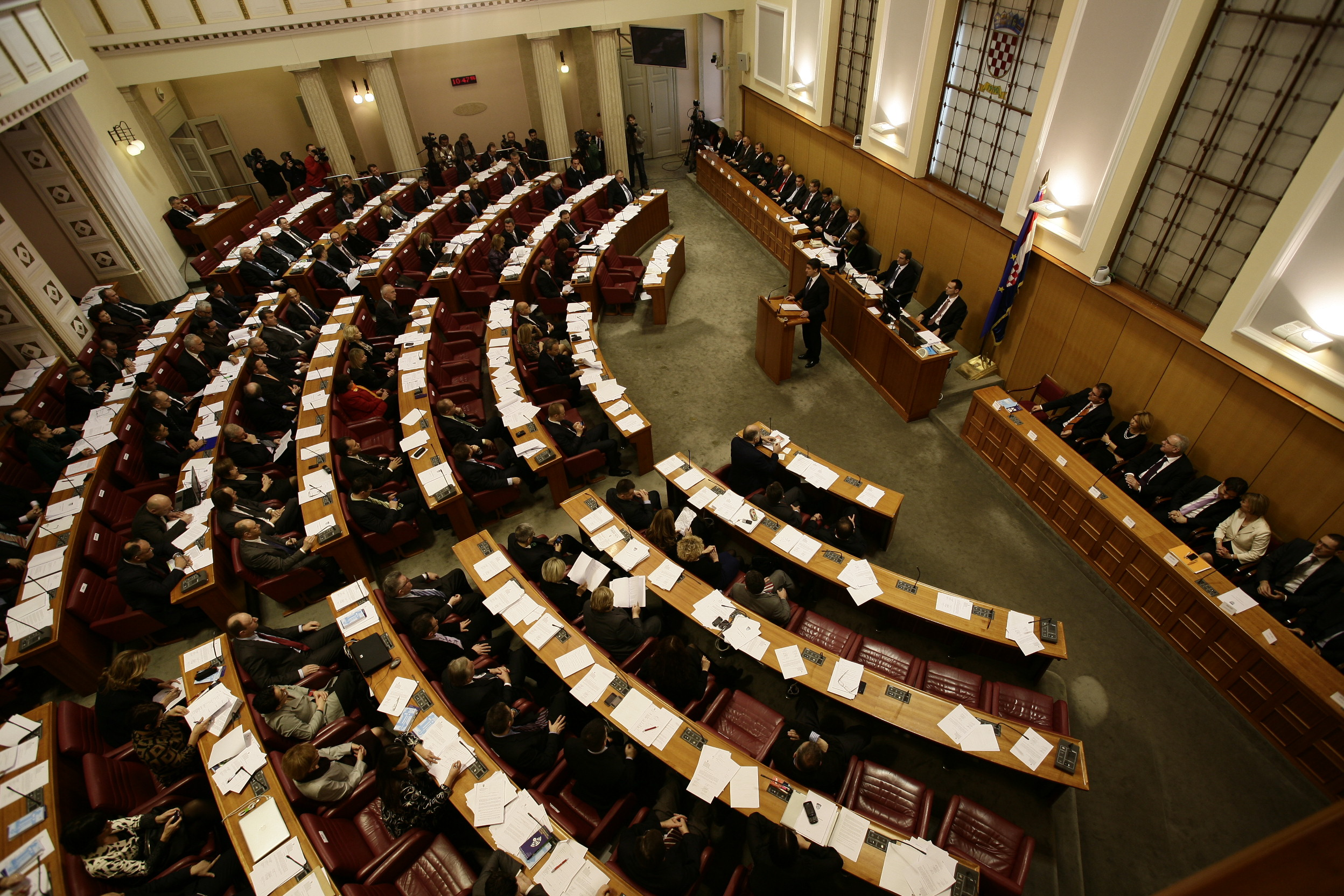
Salle des séances